# Apaseo el Alto
Apaseo el Alto là một đô thị thuộc bang Guanajuato, México. Năm 2005, dân số của đô thị này là 57942 người.